# スーパーロボット大戦コンプリートボックス
『スーパーロボット大戦コンプリートボックス』（スーパーロボットたいせんコンプリートボックス）は、1999年6月10日にバンプレストから発売されたプレイステーション用シミュレーションRPG。

## 概要
SDで表現されたロボットたちが競演するクロスオーバー作品「スーパーロボット大戦シリーズ」の一作。シリーズカテゴリの一つ「DC戦争シリーズ」の最終作『スーパーロボット大戦F』の発売後、入手が困難になっていた同シリーズの『第2次スーパーロボット大戦』、『第3次スーパーロボット大戦』、『スーパーロボット大戦EX』の3作品をリメイクしたコンピレーションソフトである。3作品を収録したDISC1と、その3作品のシナリオフローチャートなどが閲覧できるモードやボイス編集機能がある『HISTORY OF SUPER ROBOT WARS』が収録されたDISC2に分かれている。
各収録作のシステムやグラフィックなどは当時最新作の『スーパーロボット大戦F』のものに統一しながらも、ゲームバランスの調整やキャラクター・ユニット、BGMの追加変更なども行われている。またオープニングムービーやエンディング、MAP兵器使用時に特定の組み合わせで挿入されるカットインなどを新規で製作。各収録作は後に獲得資金の増加といったさらなる調整が行われ、単品版として分売された（2011年1月26日にPlayStation Storeのゲームアーカイブスで配信されたものは、3作共に単品版となっている）。

## 収録内容

### DISC1
第2次スーパーロボット大戦
『第2次スーパーロボット大戦』がプレイできる。
第3次スーパーロボット大戦
『第3次スーパーロボット大戦』がプレイできる。
スーパーロボット大戦EX
『スーパーロボット大戦EX』がプレイできる。
トレーニングモード
『スーパーロボット大戦EX』内に収録されていた「トレーニング」が独立したモードとして収録。内容は『EX』とほぼ同じ。なお、独立したモードになったことに伴い、『EX』の作品内には収録されなくなり、単品版（ゲームアーカイブス版も同様）では「トレーニング」をプレイできなくなった。

### DISC2「HISTORY OF SUPER ROBOT WARS」
第2次スーパーロボット大戦
『第2次スーパーロボット大戦』のシステム説明、シナリオフローチャート、オリジナルムービーが回覧できる。
第3次スーパーロボット大戦
『第3次スーパーロボット大戦』のシステム説明、シナリオフローチャート、オリジナルムービーが回覧できる。
スーパーロボット大戦EX
『スーパーロボット大戦EX』のシステム説明、シナリオフローチャート、オリジナルムービー、設定資料が回覧できる。
バーチャルスタジアム
プレイヤーが育てた部隊を、他のプレイヤーやコンピューターと対戦できる。詳細は後述。
ボイス編集
各キャラクターの戦闘ボイスなどを自由に並べ変えて編集し、再生できる。
オプション
DISC1に収録されている3作品のキャラクター辞典やロボット大図鑑、カラオケモードなどが回覧できる。

#### バーチャルスタジアム
DISC2に収録された対戦モードで、プレイヤーの育てたデータを使って対戦することができる。また、ボスキャラクターのみのデータなど対戦専用のデータも収録。
対戦相手にCPUを選び1人でプレイすることも可能だが、CPUは精神コマンドを使用してこない。また、1P側にCPUを選ぶことでCPU対CPUの対戦を観戦することができる。
マップはコンプリートボックスで使用されたうちの一部しか選択できないが、メディアワークスから発売された攻略本「スーパーロボット大戦コンプリートボックス バーチャルスタジアム 完全戦略ガイド」付属のCDで残りのマップを追加することが可能。

## パッケージ登場機体
- ガンダム（機動戦士ガンダム）
- ライディーン（勇者ライディーン）
- マジンガーZ（マジンガーZ）
- ゴーショーグン（戦国魔神ゴーショーグン）
- コン・バトラーV（超電磁ロボ コン・バトラーV）
- サイバスター（魔装機神サイバスター）

## スタッフ
プロデューサー
寺田貴信、森住惣一郎
脚本
阪田雅彦
オリジナルメカデザイン
カトキハジメ、福地仁、守谷淳一、藤井大誠、寺島慎也、宮豊、かげやま いちこ、山田隆弥
オリジナルキャラクターデザイン
河野さち子
音響制作
溝口綾、寺尾桂子
総指揮
高宮成光
エグゼクティブプロデューサー
杉浦幸昌

## プロモーション

### テレビCM
ゲーム映像バージョン
檜山修之のナレーションにあわせて、ゲーム映像が流れるバージョン。
インターネット掲示板バージョン
プレイヤーたちがインターネット掲示板で本作について会話している様子が流れるバージョン。ゲーム映像は使われていない。

## 関連商品

### 攻略本
- スーパーロボット大戦コンプリートボックス パーフェクトガイド ISBN 9784797309393
- スーパーロボット大戦コンプリートボックス 必勝攻略法 ISBN 9784575161762
- スーパーロボット大戦コンプリートボックス 完全攻略ガイド ISBN 9784840211697
- スーパーロボット大戦コンプリートボックス 攻略全書 ISBN 9784063431582
- プレイステーション必勝法スペシャル スーパーロボット大戦コンプリートボックス ISBN 9784766932409
- スーパーロボット大戦コンプリートボックス バーチャルスタジアム 完全戦略ガイド ISBN 9784840211819

### ムック
- スーパーロボット大戦コンプリートボックスを一生楽しむ本 ISBN 9784766932928

### コミック
スーパーロボット大戦コンプリートボックスコミック
1999年12月11日初版、双葉社、アクションコミックス。ISBN 9784575936575
スーパーロボット大戦コミックシリーズの第7巻。石川賢の『真ゲッターロボ』の連載に加え、複数作家による二次創作の4コマ漫画や短編漫画が収録されている。

### CD
スーパーロボット大戦コンプリートボックス オリジナルサウンドトラック
1999年7月16日発売 ファーストスマイル・エンタテインメント
本編BGMを収録したサウンドトラックCD。